# Districte de Mende

Els dos districtes de la Losera

El Districte de Mende és un dels dos districtes del departament francès de la Losera a la regió d'Occitània. Té el cap a la prefectura de Mende i té 18 cantons i 135 municipis.

## Composició
- Cantó d'Aumont-Aubrac amb sis municipis
- Cantó de Le Bleymard amb 12 municipis
- Cantó de la Canourgue amb sis municipis
- Cantó de Chanac amb 5 municipis
- Cantó de Châteauneuf-de-Randon amb 8 municipis
- Cantó de Fournels amb 10 municipis
- Cantó de Grandrieu amb 7 municipis
- Cantó de Langogne amb 9 municipis
- Cantó de Le Malzieu-Ville amb 9 municipis
- Cantó de Marvejols amb 11 municipis
- Cantó de Mende-Nord amb 5 municipis
- Cantó de Mende-Sud amb sis municipis
- Cantó de Nasbinals amb sis municipis
- Cantó de Saint-Alban-sur-Limagnole amb 5 municipis
- Cantó de Saint-Amans amb 10 municipis
- Cantó de Saint-Chély-d'Apcher amb 7 municipis
- Cantó de Saint-Germain-du-Teil amb 7 municipis
- Cantó de Villefort amb 7 municipis